# Rezerwat przyrody Góra Stołowa im. Ryszarda Malika
Rezerwat przyrody Góra Stołowa im. Ryszarda Malika – leśny rezerwat przyrody położony na terenie gminy Klucze w powiecie olkuskim (województwo małopolskie), obejmujący kompleks Stołowej Góry.

## Powołanie
Pierwsze propozycje stworzenia w tym miejscu rezerwatu wysunął już w 1979 Stefan Michalik z Polskiej Akademii Nauk. W 1987 powstała dokumentacja projektowa pod kierunkiem prof. Stanisława Wiki z Uniwersytetu Śląskiego. W 2020 w związku z tworzeniem nowego planu zagospodarowania lasu Nadleśnictwo Olkusz wniosło o powołanie rezerwatu, w związku z czym przeprowadzono wizję lokalną na miejscu. Obszar chroniony utworzony został 25 maja 2021 r. na podstawie Zarządzenia Regionalnego Dyrektora Ochrony Środowiska w Krakowie z dnia 6 maja 2021 roku w sprawie rezerwatu przyrody „Góra Stołowa im. Ryszarda Malika” (Dz. Urz. Woj. Młp. z 2021 r. poz. 2674). Patronem został Ryszard Malik (1974–2015), zmarły leśnik z Nadleśnictwa Olkusz zaangażowany w ochronę tutejszej przyrody, autor publikacji i opracowań.

## Położenie
Rezerwat leży w całości na obszarze Parku Krajobrazowego Orlich Gniazd oraz obszaru Natura 2000 „Jaroszowiec” PLH120006. Geograficznie znajduje się na Wyżynie Olkuskiej. Ma powierzchnię 96,09 ha, zaś obszar otuliny wynosi 109,03 ha. Obejmuje obręby ewidencyjne Jaroszowiec oraz Klucze (tylko otulina), pokrywając obszary leśne Nadleśnictwa Olkusz. Leży w bezpośrednim sąsiedztwie wsi Jaroszowiec (w kierunku północnym od niej) i Zalesie Golczowskie (w kierunku zachodnim), zaś w odległości kilkuset metrów na południowy wschód położony jest zaś rezerwat przyrody Pazurek.

## Charakterystyka
Celem ochrony rezerwatowej jest „zachowanie ekosystemu leśnego złożonego z naturalnych zbiorowisk leśnych: żyznej buczyny sudeckiej Dentario enneaphylli-Fagetum, jaworzyny z języcznikiem Phyllitido-Aceretum, storczykowej buczyny karpackiej Carici-Fagetum, stanowisk chronionych gatunków roślin i grzybów oraz zróżnicowanej rzeźby obszaru”. Obejmuje znaczną część kompleksu wzniesień Stołowej Góry, w tym m.in. Ostrą Górę i Pod Wieżą. Składa się w większej części z buczyn przeplatanych skalnymi ostańcami, leży w większym kompleksie leśnym.
Dookoła i wewnątrz obszaru chronionego poprowadzono ścieżki leśne, dawniej istniała tam także ścieżka edukacyjna. Dojście możliwe jest od strony Jaroszowca. Rezerwat podlega ochronie czynnej, według stanu na czerwiec 2021 nie posiada planu ochrony ani zadań ochronnych.